# Tanytarsus thienemanni
Tanytarsus thienemanni är en tvåvingeart som beskrevs av Jean-Jacques Kieffer 1925. Tanytarsus thienemanni ingår i släktet Tanytarsus och familjen fjädermyggor.
Artens utbredningsområde är Sverige. Inga underarter finns listade i Catalogue of Life.